# Lobna Abdel Aziz
Lobna Abdel Aziz, ou Loubna Abd el Aziz, Lubna Abdel Aziz, née en 1935 au Caire, en Égypte, est une actrice du cinéma égyptien.

## Biographie
Née en 1935. Elle effectue des études à l'université américaine du Caire, et commence son parcours professionnel en tant que journaliste et speakerine à la radio,.

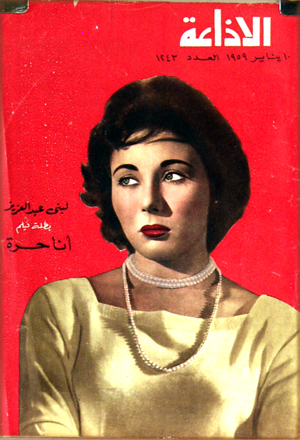
Lobna Abdel Aziz en 1959

En cette période des années 1950, où l'industrie du cinéma est très active en Égypte, avec une cinquantaine de longs métrages de fictions par an, et où la révolution nassérienne apporte un dynamisme nouveau, un renouvellement des thèmes et des esthétiques, les réalisateurs cherchent aussi de nouveaux visages parmi les actrices et acteurs.
Elle est remarquée par Salah Abou Seif, un des auteurs du cinéma réaliste égyptien, qui la fait tourner pour la première fois dans un de ses films sorti en 1957, L'Oreiller vide, puis dans deux autres de ses films, sortis respectivement en 1958 et 1959, Ça c'est l'amour et Je suis libre.

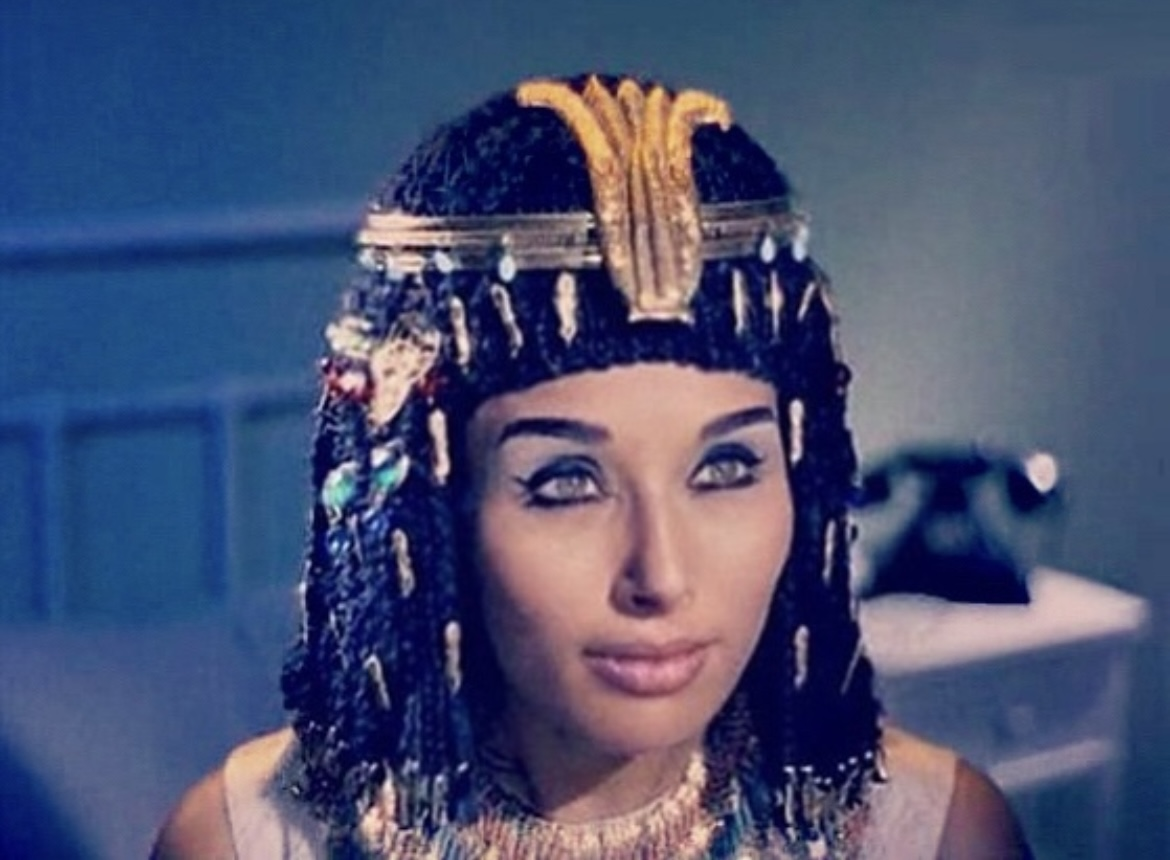
Lobna Abdel Aziz dans Bride of the Nile (1963)

Dans ce dernier film, elle interprète un personnage féminin qui veut s'émanciper. Ces trois films sont considérés comme les plus importants de la vingtaine de longs métrages auxquels elle a participé.

## Filmographie
La filmographie de Lobna Abdel Aziz, comprend, les films suivants :
- 2007 : The Yacoubian Building (en)
- 1967 : Al moukhareboun
- 1967 : Edrab al shahatin
- 1967 : El eib
- 1965 : Sour Grapes
- 1965 : Slalom
- 1964 : Bride of the Nile
- 1963 : Letter from an Unknown Woman
- 1963 : The Sentimental Agent (série télé)
- 1962 : Beware of Eve
- 1961 : L'Épée de l'Islam
- 1961 : L'amour des maîtres
- 1958 : Je suis libre (Ana Horra)
- 1958 : Ça c'est l'amour (Haza Howa al-Hob)
- 1957 : L'Oreiller vide (Al-Wessada al-Khalia)